# Puzanovia
Puzanovia – rodzaj ryb z rodziny węgorzycowatych (Zoarcidae).

## Klasyfikacja
Gatunki zaliczane do tego rodzaju:
- Puzanovia rubra
- Puzanovia virgata